# Johann Leopold Ludwig von Brese-Winiary

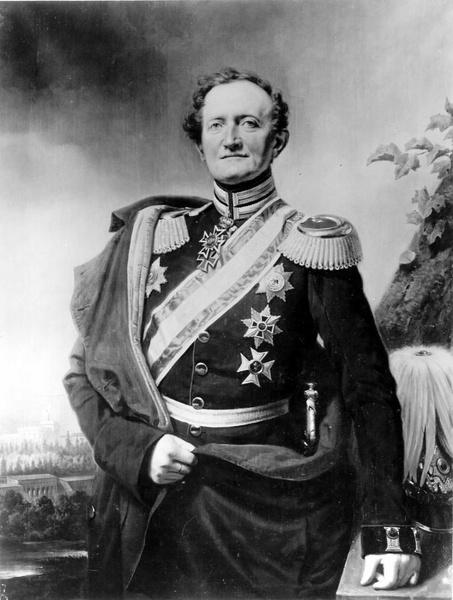
Leopold von Brese-Winiary, oljemåling av Franz Krüger.

Johann Leopold Ludwig von Brese-Winiary, född 9 september 1787 och död 5 maj 1878, var en tysk militär.
Brese-Winiary deltog som fortifikationsofficer i 1806 och 1813 års fälttåg, och blev 1819 chef för krigsministeriets ingenjörsavdelning. Han blev 1832 inspektör för 2:a fästningsinspektionen och generalinspektör för fästningarna och chef för ingenjörskåren 1849. 1858 blev von Brese-Winiary general av infanteriet, sedan han 1856 tilldelats ärftligt adelskap med tillnamnet Winiary.